# 莫斯巴赫河 (約嫩巴赫河支流，阿爾比斯附近阿福爾特恩)
47°17′13″N 8°26′07″E / 47.28691°N 8.43541°E

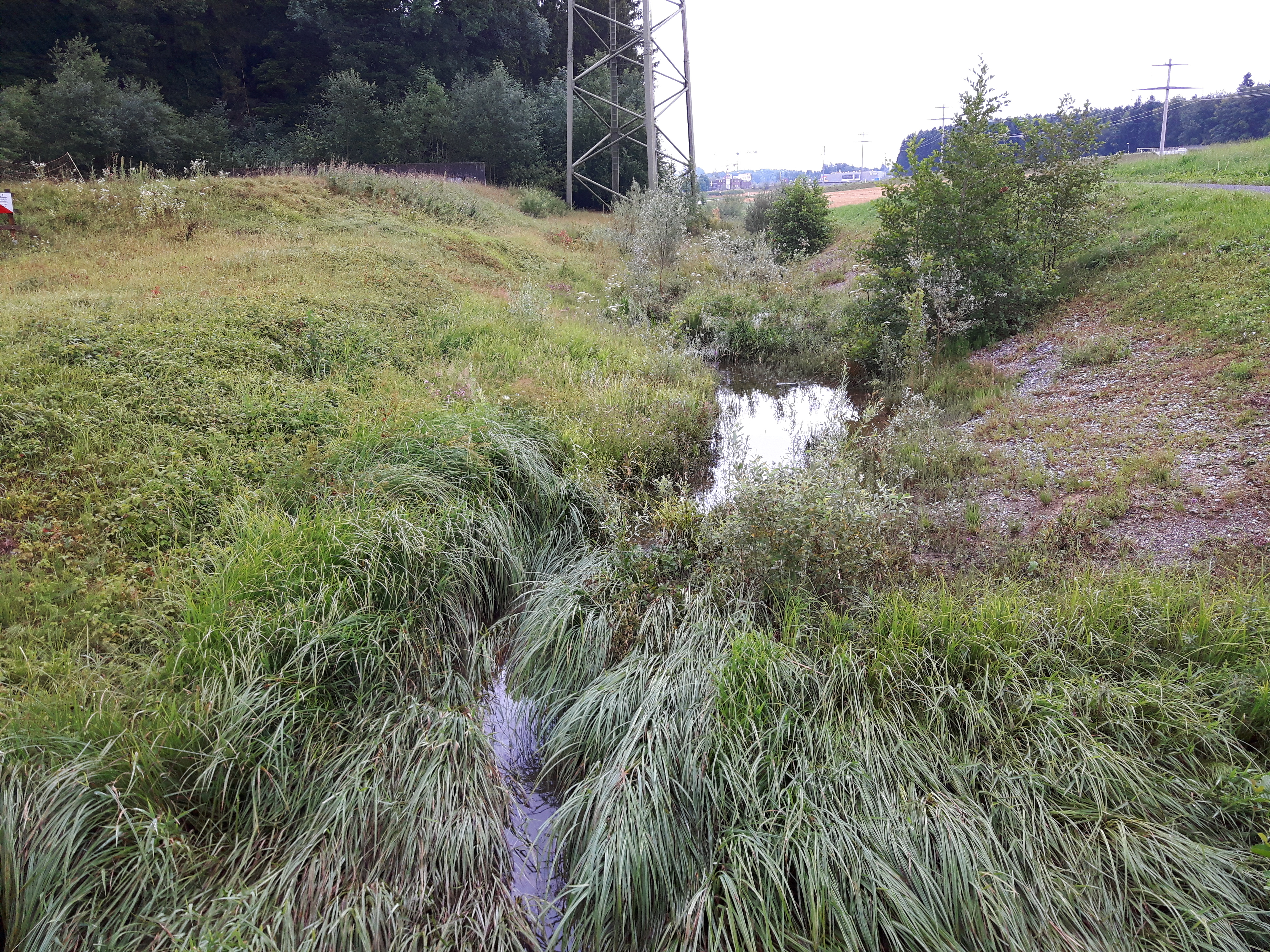

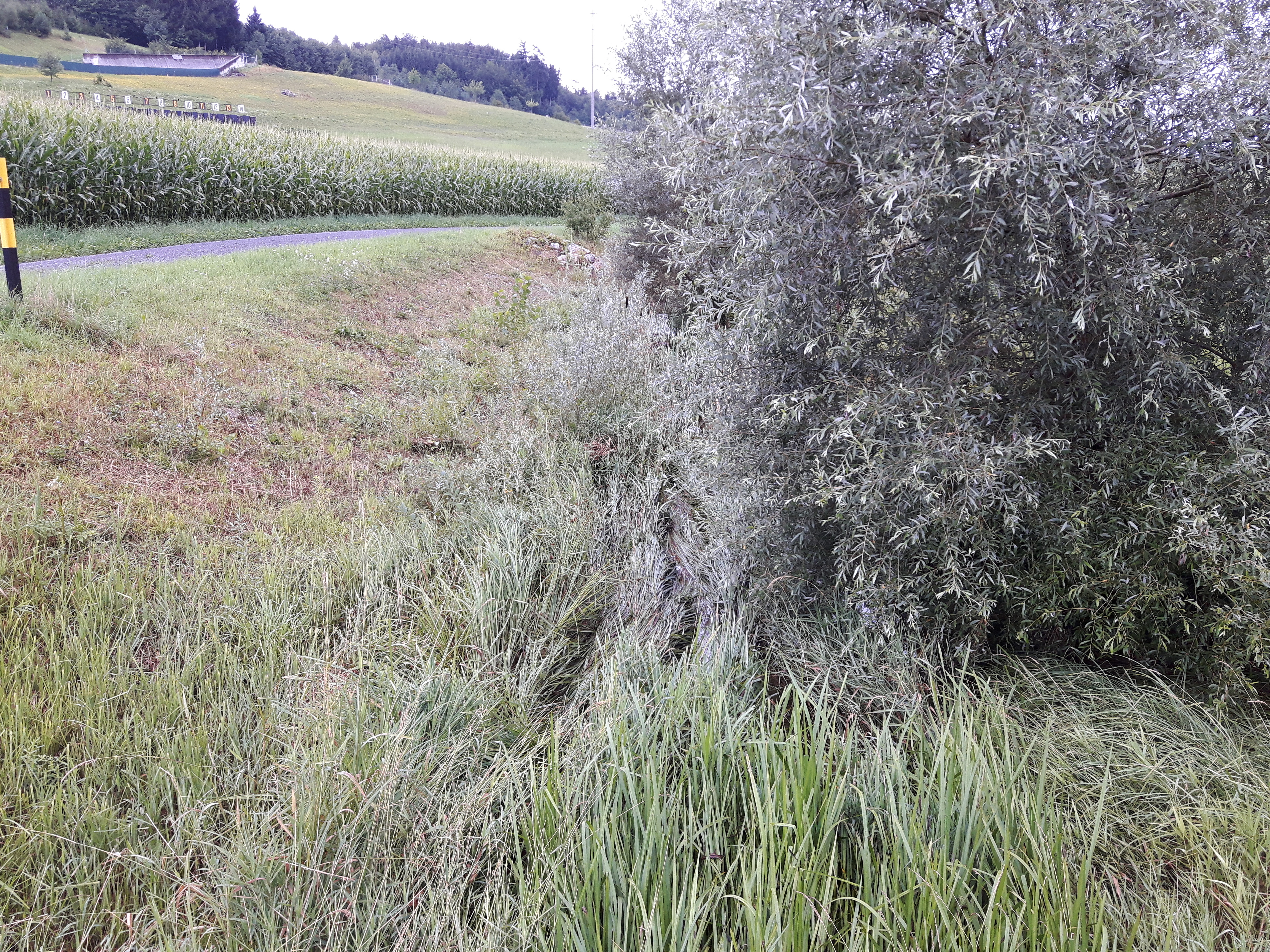

莫斯巴赫河是瑞士的河流，位於該國北部，流經蘇黎世州，屬於約嫩巴赫河的左支流，河道全長2.4公里，流域面積1.8平方公里，發源自阿爾比斯附近阿福爾特恩。